# Stade Jean-Antoine-Moueix
 (mars 2025).
Le stade Jean-Antoine Moueix est le stade principal de Libourne. C'est l'enceinte utilisée par le FC Libourne depuis 1965. Il compte 6 002 places dont 3 730 assises.

## Tribunes
- Tribune Présidentielle/Honneur (1 685 places toutes assises)
- Tribune Face (2 045 places toutes assises)
- Tribune latérale Est (900 places debout)
- Tribune visiteurs (500 places debout)
- Tribune latérale Sud (900 places debout)
- Personnes à Mobilité Réduite (20 places)

À noter qu'une nouvelle tribune de face a remplacé l'ancienne tribune de face et la tribune Est en 2007.

## Projet
Après différents aménagements et une restructuration des deux tribunes latérales, la capacité totale du stade pourrait être portée à terme à 8200 places dont 4140 assises et couvertes. Un espace réceptif pour l'accueil des partenaires et des VIP devrait également voir le jour, sur le parvis de la tribune d'honneur, au pied de l'escalier n° 3 desservant la tribune présidentielle[réf. nécessaire].

## Clubs résidents
- Football Club des Girondins de Bordeaux (féminines)
- Football Club Libourne.
- Union athlétique libournaise.
- Equipe réserve du Football Club des Girondins de Bordeaux.